# Bath (Nowy Jork)
Bath – miasto w Stanach Zjednoczonych, w stanie Nowy Jork, w hrabstwie Steuben.